# Muppets Haunted Mansion - La casa stregata
Muppets Haunted Mansion - La casa stregata è un film del 2021 diretto da Kirk R. Thatcher.
La pellicola, della Disney, è basata sugli omonimi personaggi ed è ispirata al film del 2003 La casa dei fantasmi ed è il primo speciale di Halloween dei Muppets. La trama ha come protagonisti Gonzo e Pepe mentre affrontano la loro sfida di rimanere nella Villa Infestata per una notte.

## Trama
Invece di partecipare alla festa annuale di Halloween dei Muppets, Gonzo e Pepe decidono di accettare un evento / sfida di paura nella stessa villa infestata dove il mago preferito di Gonzo, Il Grande MacGuffin, scomparve cento anni fa. Dopo essere stati portati fino all'ingresso dal loro autista su un carro funebre (Yvette Nicole Marrone), Gonzo e Pepe incontrano il Custode (Darren Criss), insieme a diversi fantasmi e busti in marmo canterini.
Il loro "Ospite fantasma" (Will Arnett) dice a Gonzo che è stato convocato alla villa per una sfida: sopravvivere un'intera notte all'interno della casa. Se non ci riesce, lui e Pepe resteranno intrappolati lì per sempre. Mentre Gonzo afferma di non temere nulla, Pepe è facilmente spaventato da tutto ciò che vede nella villa.
Dopo aver incontrato Madame Pigota (Miss Piggy), Gonzo e Pepe si imbattono in una stanza piena di numerosi fantasmi che assomigliano ai loro amici Muppet per poi incontrare nuovamente l'ospite il quale informa Gonzo che per sopravvivere alla notte nella villa deve affrontare le sue paure nella Stanza 999.
Mentre Gonzo viene condotto nella stanza, Pepe incontra e rimane estasiato dal fantasma di Constance Hatchaway (Taraji P. Henson), che ha intenzione di sposarlo per poi ucciderlo come anche confermano i fantasmi dei suoi mariti passati che stanno a testimoniare all'imminente matrimonio.
Gonzo è invece intrappolato nella Stanza 999 (numero che diventa 666 quando questi si chiude la porta alle spalle) davanti a uno specchio di fronte al quale comincia a invecchiare mentre il suo riflesso lo schernisce e gli dice che per uscire deve affrontare le sue più grandi paure.
Gonzo si rende così conto che le sue più grandi paure sono che a nessuno importerà più di lui se non fa acrobazie pericolose, di restare intrappolato per sempre nella villa e di non rivedere più i suoi amici. E rivedendo il suo amico Kermit nello specchio, Gonzo si rende conto che può essere importante per i suoi amici anche solo essendo se stesso. La stanza così si apre e lo lascia libero.
L'Ospite si congratula con Gonzo per aver affrontato le sue paure e gli dice che è libero di andare basta che esca prima del sorgere del sole. Ma, dopo aver capito che Pepe è nei guai, Gonzo si rifiuta di andarsene senza di lui e con l'aiuto di un candelabro magico, trova Pepe in tempo per fermare il matrimonio e fuggire saltando fuori da una finestra proprio mentre il sole sta sorgendo.
L'Ospite li ritrova così al cancello della magione, rivelando di essere proprio il Grande Mago MacGuffin, rimasto impressionato dal fatto che Gonzo è riuscito ad affrontare le sue paure e ha rischiato anche la sua vita per salvare l'amico Pepe.
È dunque mattina e l'autista del carro funebre torna a prenderli proprio mentre Kermit chiama i due amici chiedendo di incontrarli per la prima colazione. Kermit invita Gonzo e Pepe a portare anche i loro amici, così i due si girano e vedono dei fantasmi dietro di loro e urlano per la paura.

## Produzione
I primi tentativi di produrre uno speciale di Halloween centrato su I Muppets risalgono ai primi anni '90. In seguito alla morte di Jim Henson, avvenuta il 16 maggio 1990, suo figlio Brian pianificò di continuare la presenza del franchise in televisione pubblicando una serie di speciali per le vacanze, con il primo provvisoriamente incentrato su Halloween. Tuttavia, il progetto alla fine è stato annullato e venne invece pubblicata la serie TV Muppets Tonight.
Nel 2004 la Walt Disney Company acquisì I Muppet e nel 2009 annunciò durante un evento speciale a Disney World, che stava sviluppando uno speciale di Halloween basato sul franchise che sarebbe stato pubblicato nel 2010. Tuttavia, lo speciale è stato posticipato (e poi cancellato) per poter permettere al The Muppets Studio di concentrarsi interamente sul film in uscita nel 2011.
Nel maggio 2021 è stato annunciato che era in via di sviluppo uno speciale di Halloween basato sull'attrazione La villa stregata presente nei parchi a tema Disney intitolato Muppets Haunted Mansion. Nel mese di agosto 2021, il direttore Kirk Thatcher rivelò che aveva scritto e diretto lo speciale e condivise un'immagine teaser.
Nello stesso mese, Geoff Keighley e Darren Criss sono stati annunciati come appartenenti al cast nel ruolo rispettivamente dello Zio Theodore e del Custode, mentre Kelly Younger è stato rivelato essere il co-sceneggiatore. Il resto del cast è stato annunciato il settembre successivo.
Ed Mitchell e Steve Morrell hanno scritto le musiche per lo speciale includendo tre nuove canzoni intitolate Rest In Peace, Life Hereafter e Tie The Knot Tango, elaborando una cover di Dancing in the Moonlight di King Harvest e la canzone Grim Grinning Ghosts.
Questa è stata una delle ultime interpretazioni di Ed Asner che morì prima dell'uscita del film che venne dedicato alla sua memoria.

### Cast
- Will Arnett è il fantasma del Grande Mago MacGuffin
- Yvette Nicole Marrone è l'autista del carro funebre
- Darren Criss è il custode
- Taraji P. Henson è Costance Hatchaway Hatchaway
- Kim Irvine è la cameriera
- Quinn McPherson come corridoio notte
- John Stamos interpreta se stesso

#### Fantasmi
- Ed Asner è Claude
- Jeannie Mai è Maude
- Chrissy Metz è Harriet
- Alfonso Ribeiro è Fred
- Danny Trejo è Huet
- Sasheer Zamata è Maria

#### Busti canterini
- Skai Jackson
- Geoff Keighley è zio Theodore
- Justina Machado
- Craig Robinson
- Pat Sajak

#### Burattinai
- Dave Goelz come:
  - Gonzo
  - Dr. Bunsen Honeydew, nel ruolo di un busto di marmo
  - Waldorf, nel ruolo di un fantasma felice
  - Beauregard, nel ruolo di uno dei mariti di Constance Hatchaway
  - Randy Pig, nel ruolo di un fantasma felice
  - Chip, nel ruolo di se stesso e Pickwick il fantasma del lampadario
  - Zoot nel ruolo di un membro della band fantasma di Madame Pigota
- Bill Barretta come:
  - Pepe il re dei gamberi
  - Rowlf il cane nel ruolo di un Organista
  - Dr. Teeth nel ruolo di un membro della band fantasma di Madame Pigota
  - Johnny Fiama nel ruolo di uno dei mariti di Constance Hatchaway
  - Howard Tubman nel ruolo di un fantasma felice
  - Bobo l'Orso nel ruolo di un fantasma felice
  - Big Mean Carl nel ruolo di un fantasma felice
  - Olaf il cuoco svedese nel ruolo di un fantasma felice
  - Andy il maiale nel ruolo di un fantasma felice
  - Bubba il ratto nel ruolo di un fantasma felice
  - Beautiful Day Monster nel ruolo di se stesso e di un fantasma felice
  - Behemoth nel ruolo di se stesso e di un fantasma felice
- Eric Jacobson come:
  - Miss Piggy nel ruolo di se stessa e di Madame Pigota
  - Fozzie nel ruolo di se stesso e di Gauzey l'orso della cappelliera
  - Sam l'aquila nel ruolo di duellante
  - Animal nel ruolo di membro della band fantasma di Madame Pigota
- Matt Vogel come:
  - Kermit la Rana nel ruolo di se stesso e di un ospite della villa
  - Floyd Pepper nel ruolo di un membro della band fantasma di Madame Pigota
  - Pops nel ruolo di un duellante
  - Crazy Harry nel ruolo di un ritrovo felice
  - Lew Zelanda nel ruolo di uno dei mariti di Constance Hatchaway
  - Zio Deadly nel ruolo di un Giudice di Pace
  - Sweetums nel ruolo di un servo fantasma
- Peter Linz come:
  - Walter nel ruolo di uno dei mariti di Constance Hatchaway
  - Robin la Rana nel ruolo di un fantasma di compleanno
  - Statler nel ruolo di un fantasma felice
  - Joe la donnola nel ruolo di un fantasma felice
  - un fantasma
  - Labbro nel ruolo di un membro della band di Madame Pigota
- David Rudman come:
  - Scooter nel ruolo di se stesso e di un fantasma felice
  - Janice nel ruolo di un membro della band di Madame Pigota
  - Beaker nel ruolo di un busto di marmo
  - Wayne nel ruolo di un fantasma felice
  - un calamaro fantasma
- Brian Henson come:
  - Sal Minella
  - Il dottor Phil van Neuter
  - Nigel il Regista
- Julianne Buescher come:
  - Yolanda il topo nel ruolo di un fantasma felice
  - Beverly Plume nel ruolo di un fantasma felice
  - Wanda nel ruolo di un fantasma felice
  - Capra urlante
- Alice Dinnean come:
  - Miss Cartier nel ruolo di un fantasma felice
  - Mummia
  - Cane del custode
- Bruce Lanoil come:
  - Duddy
  - Topo da sala
- Nicolette Santino come:
  - Partito Pomodoro
- Alex Villa come:
  - Zucca

## Distribuzione
Muppets Haunted Mansion è stato distribuito esclusivamente sulla piattaforma di streaming Disney+ l'8 ottobre 2021.

## Accoglienza

### Critica
Su Rotten Tomatoes, il film ha una valutazione dell'83% basato su 23 recensioni, con una valutazione media di 6,7/10. Metacritic ha dato al film un punteggio medio ponderato di 67 su 100 basato su 4 critiche, indicando "recensioni generalmente favorevoli."